# 藤田保健卫生大学短期大学
藤田保健卫生大学短期大学（日语：／ Fujita Hoken Eisei Daigaku Tankidaigaku *）是过去一所位于日本爱知县丰明市的私立短期大学。前藤田学园卫生技术短期大学（日语：／ Fujita Gakuen Eiseigijutsu Tankidaigaku *）。

## 概要

### 简介
- 学校最早可以追溯到于1964年[1]。短期大学为于1966年开办[1]、由学校法人藤田学园经营。招生到于2007年、停办于2010年[2]。

### 历史
- 1966年 名古屋卫生技术短期大学成立并同时设置卫生技术科。
- 1984年 改校名为藤田学园卫生技术短期大学
- 1985年 临床工学技专攻成立于专科。
- 1991年 改校名为藤田保健卫生大学短期大学
- 1996年 医疗信息技术科成立
- 2007年 招生最后、次年停止招生（正式停办于2010年5月31日[2]）

### 宪章
- 请参看藤田保健卫生大学短期大学的标志 （页面存档备份，存于） （日語） 2014年12月7日阅览。

## 学校环境
- 校区：在了爱知县丰明市[注 1]

## 历任校长
- 藤田启助：第一代短期大学校长[3]。

## 组织

### 学科
- 卫生技术科
- 医疗信息技术科

### 专科
| - 临床工学技专攻 |

### 业余课程
| - 没有 |

## 相关链接
- 日本短期大学列表